# Cécile Ferrère
Pour les articles homonymes, voir Ferrère (homonymie).
Cécile Ferrere, née le 5 juin 1849 à Paris et morte le 9 juin 1931 à Versailles, est une peintre française.

## Biographie
Cécile Maria Eugracia Ferrere est la fille de Joseph Aristide Ferrere, banquier, et de Cécilia Mulder. Son frère Gabriel Eugène Aristide Ferrere (1852-1889) est journaliste et rédacteur en chef du Courrier des Ardennes.
Élève de Jules Lefebvre, d'Amaury-Duval et de Charles Chaplin, elle expose au Salon  des artistes français à partir de 1890. Elle est peintre de portrait et de nature morte.
En 1871, elle ouvre un atelier pour dames peintres, situé au no 37 de l'avenue Montaigne.
En 1878, elle épouse Joseph Urbain Léon Guérin, avocat.
Elle meurt à Versailles à son domicile à l'âge de 82 ans.

## Galerie d'œuvres

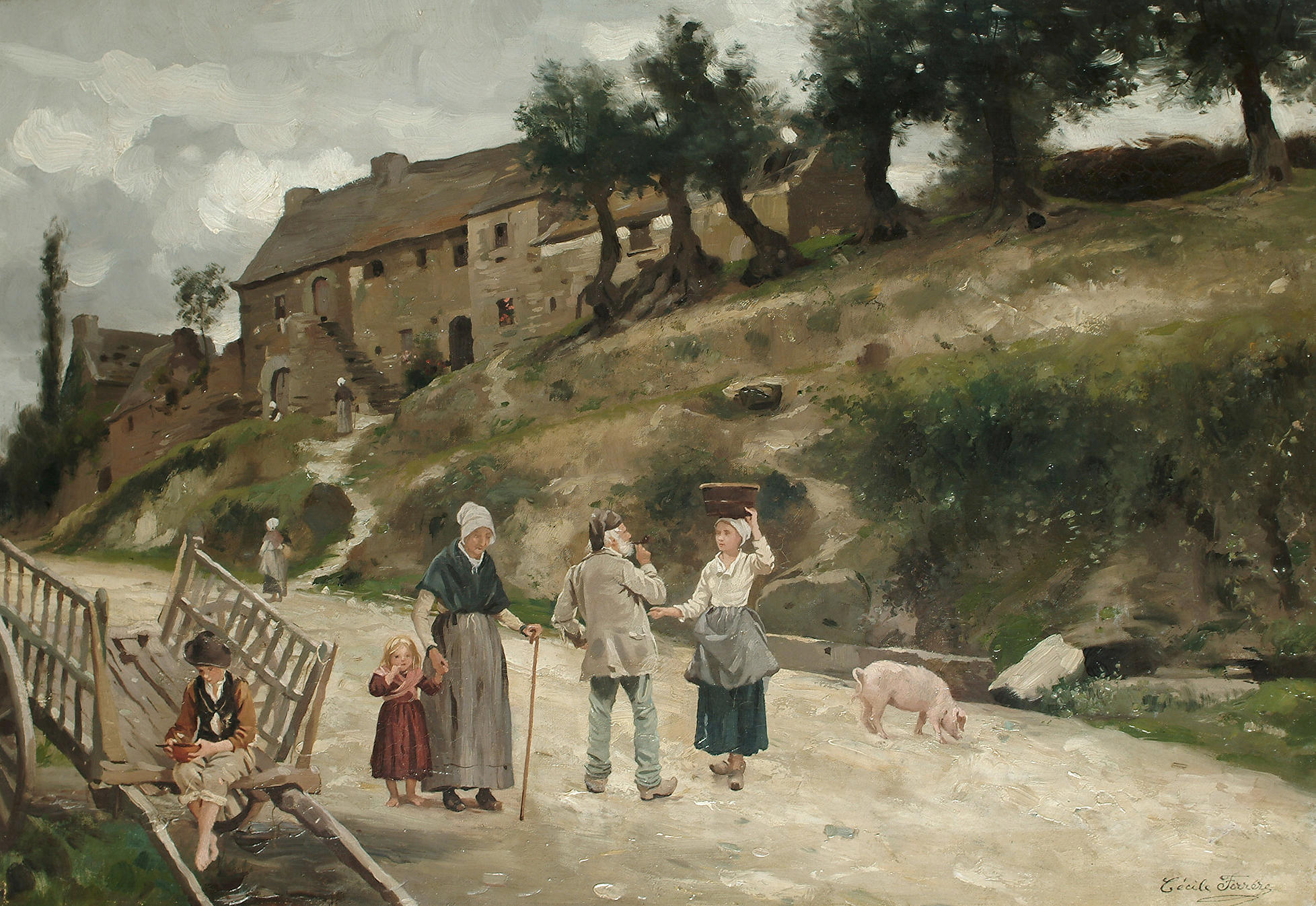
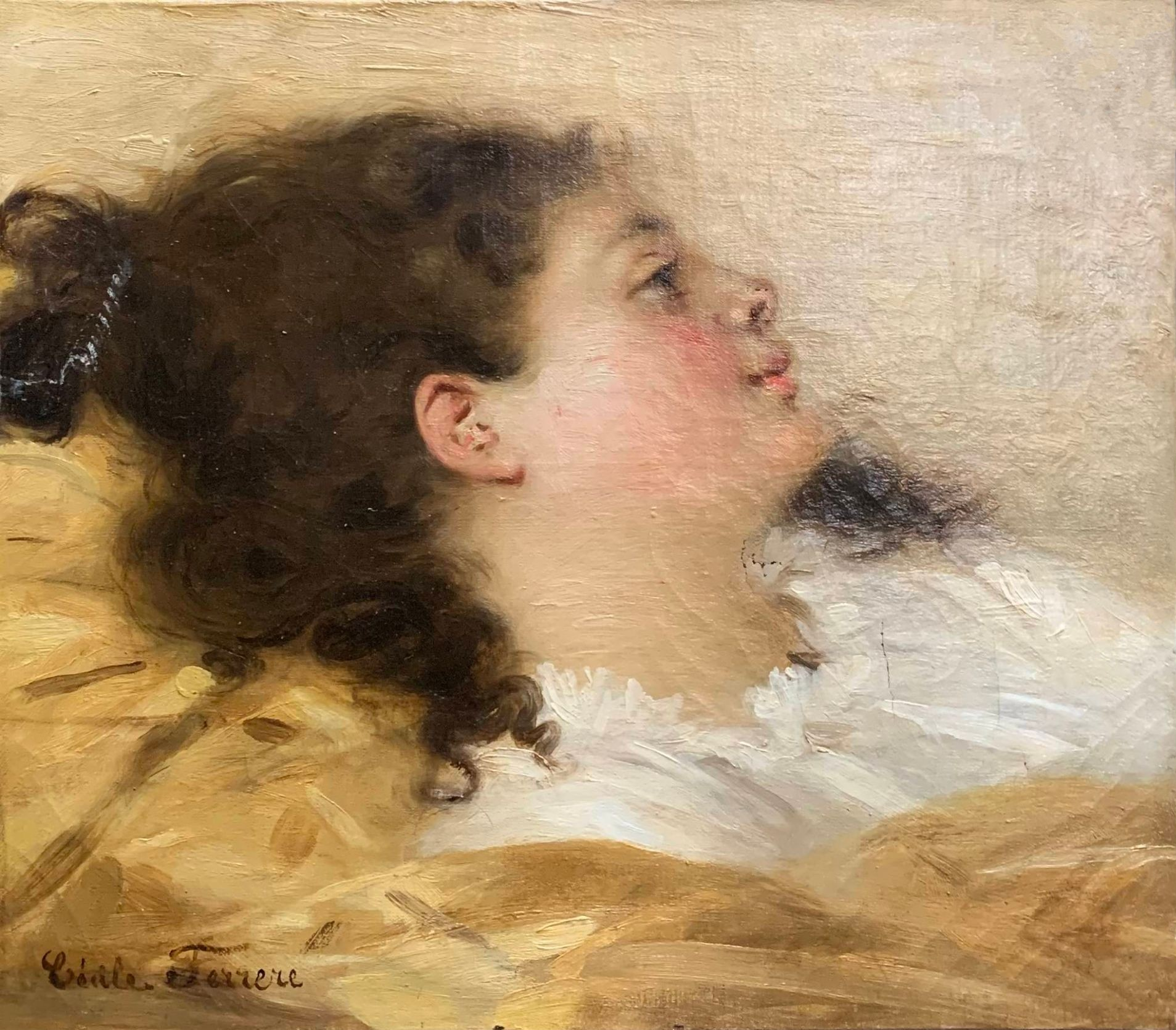
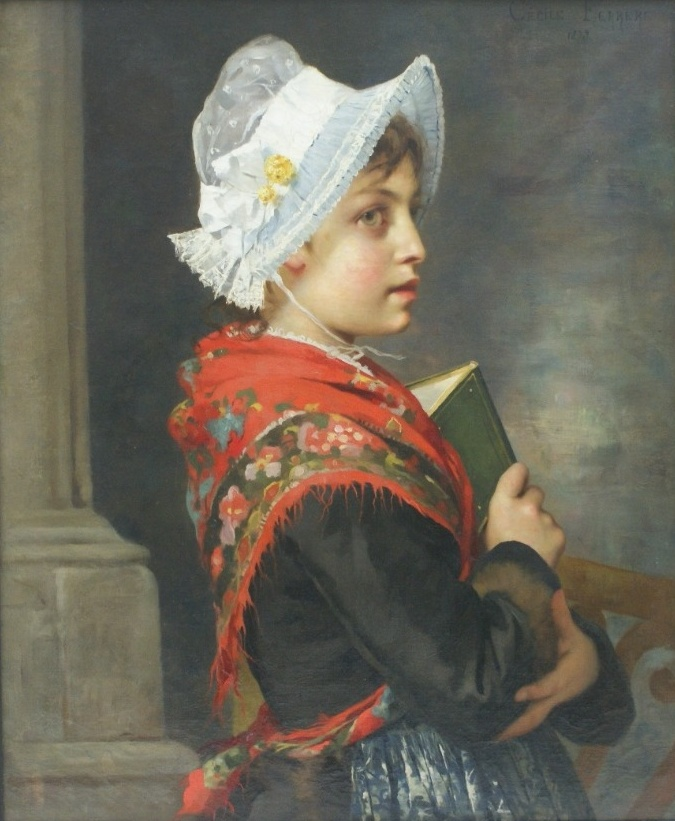
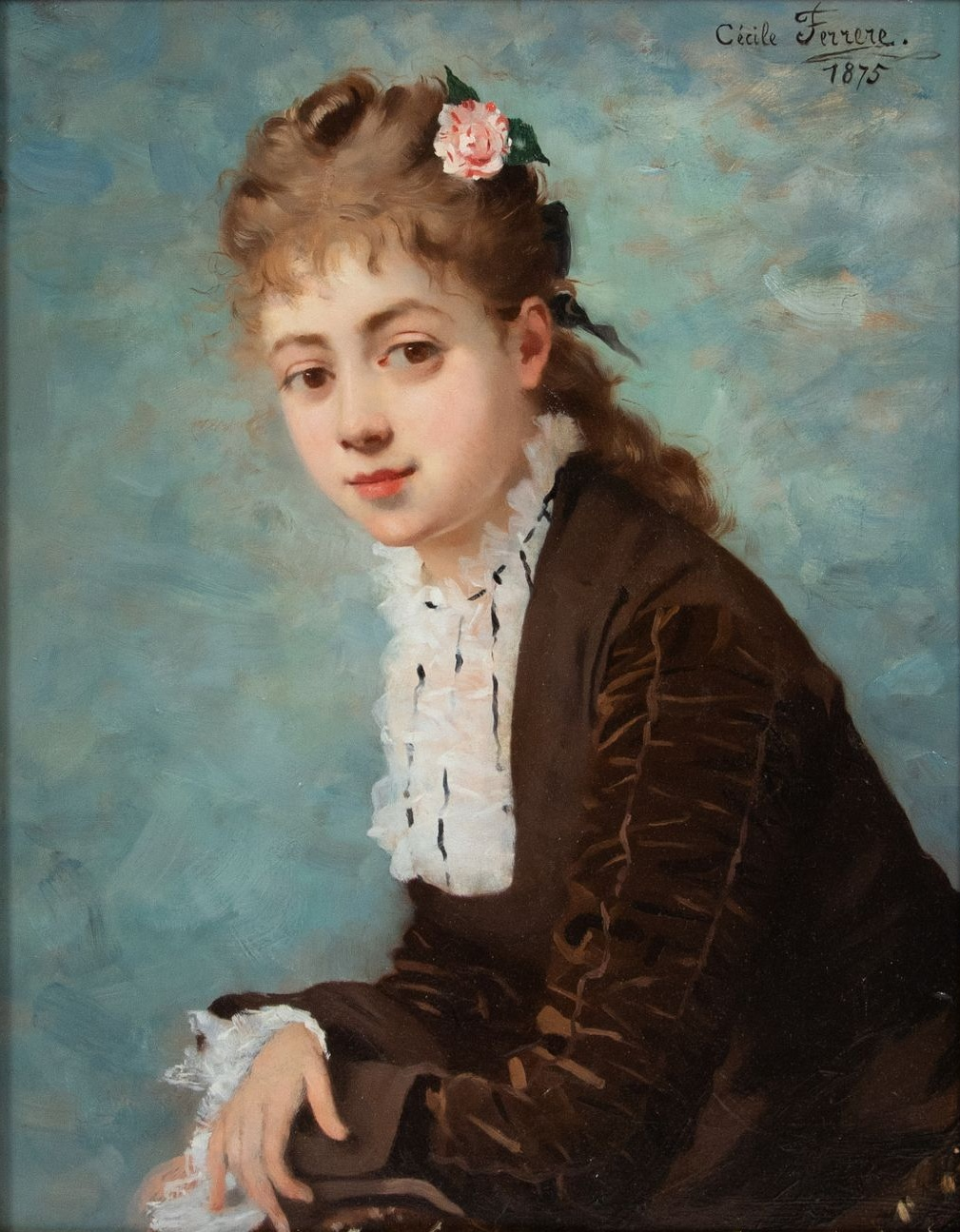
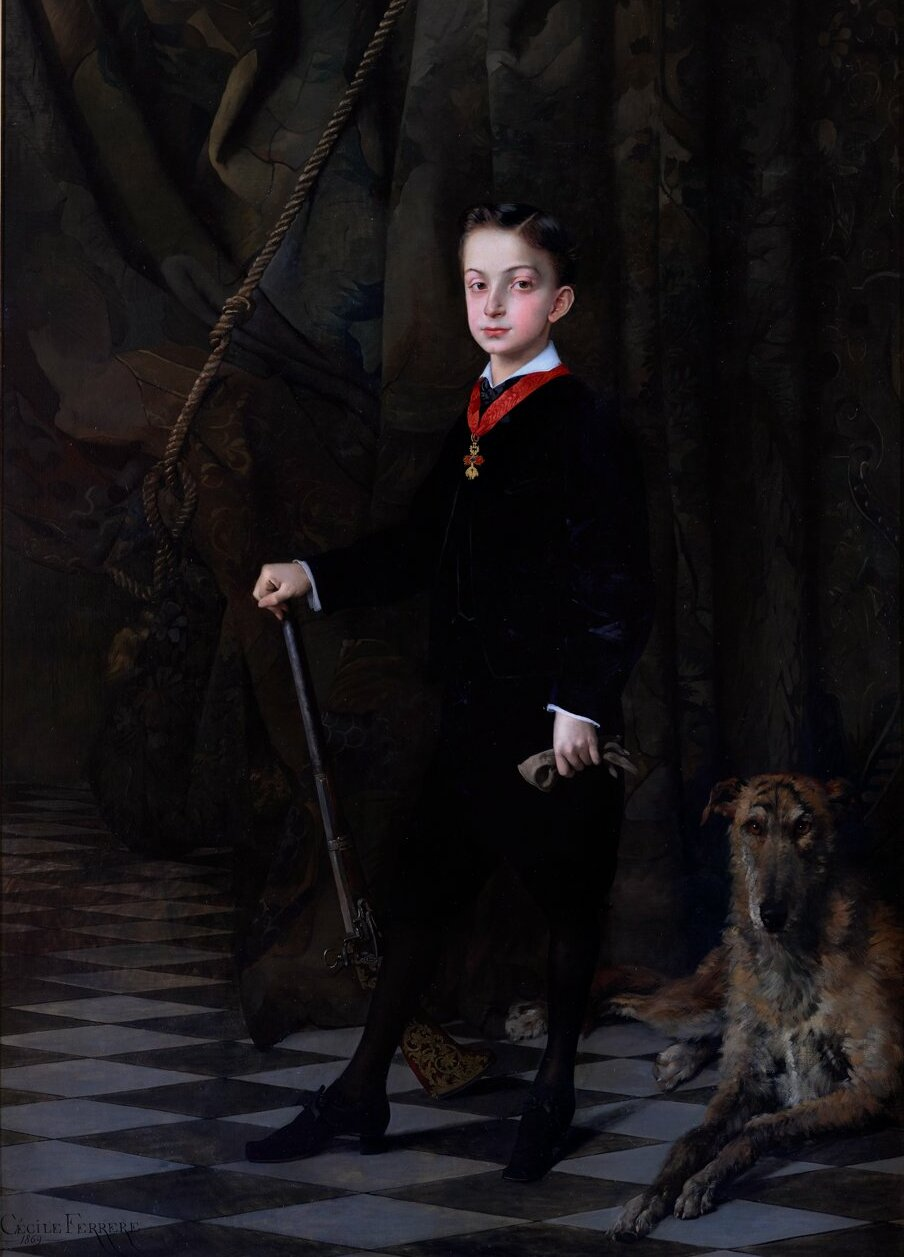
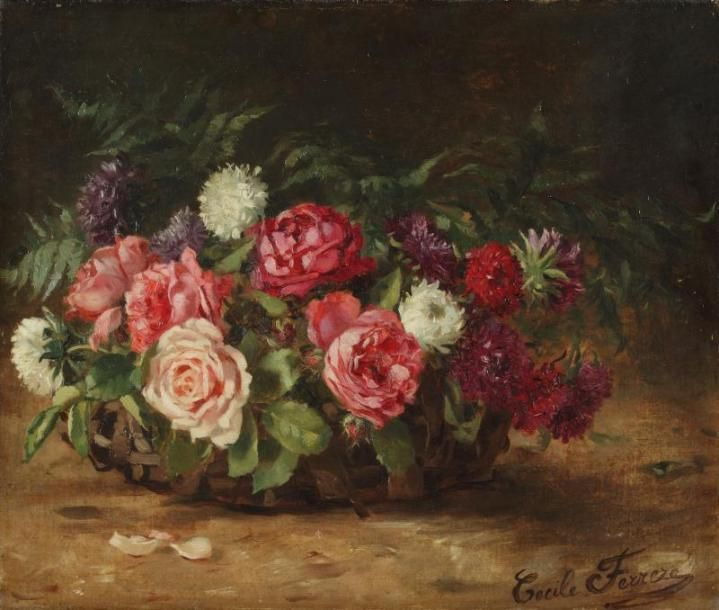

## Œuvres exposées aux Salons
- La Vierge (d)
- Impératrice Eugénie (d)
- Portrait d'Albert de Mun (d)
- Portrait du roi Alphonse XII enfant (d)
- La querelle[7].